# Fenylodichloroarsyna
Fenylodichloroarsyna, PD – arsenoorganiczny związek chemiczny, trwały parzący bojowy środek trujący zaliczany również do sternitów. Bezbarwna ciecz o drażniącym zapachu, dobrze rozpuszczalna w rozpuszczalnikach organicznych. Stosowana, także w mieszaninach z innymi substancjami, w czasie I wojny światowej.

## Otrzymywanie
Fenylodichloroarsyna może być otrzymywana poprzez reakcję benzenu z trichlorkiem arsenu w temperaturze 0 °C i w obecności bezwodnego chlorku glinu jako katalizatora. Do mieszaniny poreakcyjnej dodaje się wody, aby rozłożyć katalizator oraz rozpuścić powstały chlorowodór. Powstałą w ten sposób mieszaninę dwufazową rozdziela się za pomocą rozdzielacza, a następnie dolną fazę oczyszcza się z użyciem destylacji próżniowej.
Innym sposobem otrzymania fenylodichloroarsyny z benzenu i trichlorku arsenu jest ogrzewanie ich mieszaniny w stosunku objętościowym 1:2 przez kilkadziesiąt godzin, a następnie frakcjonowanie. Frakcja pomiędzy 240 a 260 °C jest w miarę czystym produktem, jednak zawiera także difenylochloroarsynę.
Fenylodichloroarsynę można wytworzyć także przez ogrzewanie trifenyloarsyny (AsPh
3) z trichlorkiem arsenu do 250 °C w zatopionej rurce lub przy zwykłym ciśnieniu i wysokiej temperaturze.
Kolejną metodą syntezy jest szybkie ogrzanie do 254 °C mieszaniny difenylortęci (HgPh2) z trichlorkiem arsenu i pozostawienie jej w tej temperaturze przez ok. 4 godziny:
(C
6H
5)
2Hg + AsCl
3 → 2C
6H
5AsCl
2 + HgCl
2
Niższe temperatury powodują powstanie chlorku fenylortęci. Może być on jednak wykorzystany do otrzymania fenylodichloroarsyny poprzez ogrzewanie go z trichlorkiem arsenu na łaźni wodnej przez 4–5 godzin, a następnie filtrację otrzymanej mieszaniny. Filtrat poddawany jest następnie destylacji próżniowej.

## Właściwości
W stanie czystym jest bezbarwną cieczą, żółciejącą powoli, bardzo mało lotną (404 mg/m³ w 20 °C). Dobrze rozpuszcza się w wielu rozpuszczalnikach organicznych, także w chlorku arsenu. Jest dobrym rozpuszczalnikiem dla difenylochloroarsyny i difenylocyjanoarsyny. Produkt techniczny jest brązowoczarny. Pary są wyczuwalne od ok. 0,1 ppm i mają ostry zapach.
Pod wpływem wody, także wilgoci powietrza, częściowo hydrolizuje tworząc tlenek fenyloarsyny, związek o podobnych właściwościach trujących, niezmniejszający ogólnej toksyczności zastosowanego środka bojowego:
C
6H
5AsCl
2 + H
2O ⇄ C
6H
5AsO + 2HCl
Hydroliza zachodzi jednak wolniej niż w przypadku analogów alifatycznych, m.in. etylodichloroarsyny i metylodichloroarsyny. Fenylodichloroarsyna jest odporna na działanie tlenu z powietrza. Pod wpływem środków utleniających powstaje z niej kwas fenyloarsonowy (C
6H
5AsO(OH)
2).
W reakcji z etanolanem sodu powstaje fenyloetoksychloroarsyna:
C
6H
5AsCl
2 + NaOC
2H
5 → NaCl + C
6H
5AsClOC
2H
5
Alkalia powodują powstanie soli kwasu fenyloarsonawego, które są jednak niestabilne:
C
6H
5AsCl
2 + 4NaOH → 2NaCl + C
6H
5As(ONa)
2 + 2H
2O
Pod wpływem bromu fenylodichloroarsyna rozkłada się całkowicie:
C
6H
5AsCl
2 + 2Br
2 → C
6H
4Br
2 + AsCl
2Br + HBr
Fenylodichloroarsynę, podobnie jak i difenylochloroarsynę, można oznaczyć poprzez utlenienie i hydrolizę w roztworze alkoholowo-wodnym i miareczkowanie mianowanym roztworem jodu:
C
6H
5AsCl
2 + I
2 + 2H
2O → C
6H
5AsO(OH)
2 + 2HJ + HCl

## Zagrożenia
Fenylodichloroarsyna ma działanie parzące i wymiotne. Działanie parzące jest słabsze niż w przypadku luizytu. Na skórę działa parząco, jednak objawy pojawiają się w ciągu ok. 30–60 minut. W miejscu pęcherzy mogą pozostać trwałe przebarwienia. Rodnik fenylowy, powstały z par fenylodichloroarsyny, wywołuje wymioty objawiające się w ciągu ok. 1–2 minut po ekspozycji. Może wystąpić także biegunka lub żółtaczka. Kontakt z oczami powoduje podrażnienie spojówki i rogówki. W przypadku łagodnych i średnich podrażnień, całkowite wyleczenie oczu następuje po ok. 1–6 tygodniach, jednak poważne uszkodzenie rogówki może być nieodwracalne.
Dokładny mechanizm biologicznej aktywności i toksyczności tego związku nie jest dokładnie poznany. Możliwymi mechanizmami są arylowanie DNA oraz inhibicja mechanizmu antyoksydacyjnego glutationu. Fenylodichloroarsyna przenika do erytrocytów i łączy się z pewnym składnikiem komórki w jej wnętrzu. Składnikiem tym jest najprawdopodobniej glutation.
Stosowanie fenylodichloroarsyny w mieszaninie z iperytami siarkowymi nie wzmacnia działania trującego, jednak może utrudniać diagnozę i opóźniać poddanie właściwemu leczeniu.
- LCt50 2600 mg·min/m³ (drogi oddechowe)[5]
- ICt50 (stężenie obezwładniające) 16 mg·min/m³ (przezskórnie jako sternit)[5]
- ICt50 1800 mg·min/m³ (przezskórnie jako środek parzący)[18]

Może być odkażana odkażalnikami utleniającymi i chlorującymi oraz dimerkaprolem i DMSA, w których grupy sulfhydrylowe tworzą z atomem arsenu 5-członowe pierścienie.

## Historia
Synteza fenylodichloroarsyny została przeprowadzona przez Bayera, Dehna i in. w połowie XIX w. W czasie I wojny światowej w Instytucie Cesarza Wilhelma środek ten był doskonalony przez Fritza Habera.
Została po raz pierwszy użyta przez Niemcy we wrześniu 1917 roku. Po poznaniu efektów działania tego środka, Wielka Brytania zamierzała zbadać fenylodichloroarsynę i związki jej podobne, w celu użycia ich pod koniec wojny. Francja używała mieszaniny difenylochloroarsyny z fenylodichloroarsyną, która odgrywała rolę ciekłego rozpuszczalnika, w stosunku 4:6 o nazwie Sternite. Był to tzw. przełamywacz maski, którego działanie wykorzystywało niewystarczająco skuteczne filtry masek przeciwgazowych. Stosowana także jako rozpuszczalnik w mieszaninie o nazwie błękitny krzyż.
Fenylodichloroarsyna, podobnie jak difenylochloroarsyna i difenylocyjanoarsyna, stosowana była w mieszaninach z fosgenem i difosgenem. Działanie polegało na wywołaniu wymiotów u żołnierza, przez co nie mógł on używać maski przeciwgazowej i zdejmując ją narażał się na działanie bardziej toksycznych substancji.
W czasie II wojny światowej armie niemiecka i włoska posiadały zapasy mieszaniny iperytu i fenylodichloroarsyny. W tym okresie była ona prawdopodobnie stosowana wraz z iperytem i luizytem przez Japonię przeciwko Chinom.